# Lupșanu
Lupşanu é uma comuna romena localizada no distrito de Călăraşi, na região de Muntênia. A comuna possui uma área de 94.31 km² e sua população era de 3320 habitantes segundo o censo de 2007.